# Abdelkrim Bouzred
Abdelkrim Bouzred est un homme politique algérien. Il est l'actuel ministre des Finances depuis sa nomination le 3 février 2025.

## Biographie
D'octobre 2022 à février 2025, il occupe la fonction de Secrétaire général du ministère des Finances.
Le 3 février 2025, le président Abdelmadjid Tebboune le nomme ministre des Finances, succédant ainsi à Laaziz Faid.